# NXT TakeOver: London
NXT TakeOver: London was een professioneel worstelshow en WWE Network evenement dat georganiseerd werd door WWE voor NXT brand. Het was de 8ste editie van NXT TakeOver en vond plaats op 16 december 2015 in The SSE Arena in Londen, Engeland.

## Matches
| Nr. | Match | Winnaar(s)     | Opmerkingen                                                                     | Bron  |
| --- | --- | -------------- | ------------------------------------------------------------------------------- | ----- |
| 1N  | American Alpha (Chad Gable & Jason Jordan) vs. Blake & Murphy (met Alexa Bliss) vs. The Hype Bros (Mojo Rawley & Zack Ryder) vs. The Vaudevillains (Aiden English & Simon Gotch) | American Alpha | Fatal 4-Way tag team match. Opgenomen voor een toekomende aflevering van NXT.   | [ 2 ] |
| 2N  | Elias Samson vs. Bull Dempsey | Elias Samson   | Eén-op-één match. Opgenomen voor een toekomende aflevering van NXT.             | [ 2 ] |
| 3N  | Sami Zayn vs. Tye Dillinger | Sami Zayn      | Eén-op-één match. Opgenomen voor een toekomende aflevering van NXT.             | [ 2 ] |
| 4   | Asuka vs. Emma (met Dana Brooke) | Asuka          | Eén-op-één match.                                                               | [ 3 ] |
| 5   | Dash & Dawson (c) vs. Colin Cassady & Enzo Amore (met Carmella) | Dash & Dawson  | Tag team match voor het NXT Tag Team Championship.                              | [ 3 ] |
| 6   | Baron Corbin vs. Apollo Crews | Baron Corbin   | Eén-op-één match.                                                               | [ 3 ] |
| 7   | Bayley (c) vs. Nia Jax | Bayley         | Eén-op-één match voor het NXT Women's Championship. Bayley won door submission. | [ 3 ] |
| 8   | Finn Bálor (c) vs. Samoa Joe | Finn Bálor     | Eén-op-één match voor het NXT Championship.                                     | [ 3 ] |